# Tauro (mitología)
En la mitología clásica Tauro (en griego Ταῦρος, literalmente «toro»), es un personaje vinculado a Creta y cuya historia varía dependiendo del autor en ciernes.
- Un general de Minos. Cuando Teseo abandonó Creta se produjo una batalla naval en el puerto cretense cuando Teseo zarpaba, en la que perdió la vida el general Tauro de Minos. También se ha dicho que el general Tauro fue vencido por Teseo en lucha libre durante unos juegos fúnebres celebrados por el rey Minos; y los cretenses, incluido el rey, se alegraron especialmente de ver a su propio general derrotado en los juegos, ya que era un personaje odioso acusado además de tener intimidad con la reina Pasífae.[1][2]
- Según cuenta Juan Malalas, Tauro era el rey de Creta que atacó Tiro y tras librar una batalla naval capturó la ciudad al atardecer. La saqueó y tomó muchos prisioneros de la ciudad, entre ellos a Europa, hija del rey Agénor. Este y sus hijos luchaban en la frontera.[3] Se dice que Tauro había atacado repentinamente el país por mar. Los tirios guardan un recuerdo de esa noche hasta ahora, llamándola «noche de la tarde funesta» (κακή οψινή). Tauro tomó Europa a su tierra natal y la convirtió en su esposa, ya que era una hermosa virgen. Llamó a aquellas tierras por su nombre, Europa. De ella tuvo un hijo Minos, como el sabio Eurípides dice. Dice que Zeus transformado en Tauro (en un toro) secuestró a Europa. El rey Tauro fundó en la isla de Creta, una gran ciudad, a la que llamó Gortina, en nombre de su madre, que era del linaje de Pico-Zeus. Llamó Tique («fortuna») a la ciudad Calínice, en honor a su hija, a la que había asesinado. Agénor regresó a Tiro de la guerra y aprendido sobre Tauro y del secuestro, y envió inmediatamente a Cadmo para buscar a Europa, con mucho dinero y un ejército.[4]
- Tauro, príncipe de Pilos e hijo del rey Neleo con Cloris, hija del rey Anfión de Orcómeno.[5]Junto con su padre y otros hermanos, excepto Néstor, fue asesinado por Heracles durante el saqueo de Pilos.[6]